# Vikskären
Vikskären är öar i Åland (Finland). De ligger i Skärgårdshavet och i kommunen Vårdö i landskapet Åland, i den sydvästra delen av landet. Öarna ligger omkring 46 kilometer nordöst om Mariehamn och omkring 240 kilometer väster om Helsingfors.
I Vikskären ingår:
- Norra Vikargrundet, 60°21′35″N 20°35′20″Ö / 60.3596°N 20.5888°Ö (7 ha)
- Södra Vikargrundet, 60°21′15″N 20°34′53″Ö / 60.3543°N 20.5814°Ö (6 ha)
- Killinggrundet, 60°21′16″N 20°35′32″Ö / 60.3545°N 20.5921°Ö (4 ha)